# Сиовас, Димитрис
Димитриос Сиовас (др.-греч. Δημήτρης Σιόβας; 16 сентября 1988, Драма, Греция) — греческий футболист, защитник.

## Клубная карьера
Сиовас воспитанник клуба «Ксанти». В 2008 году он перешёл в «Паниониос». 3 января 2009 года в матче против своего родного клуба Димитрис дебютировал в греческой Суперлиге. После этого до лета Сиовас выступал на правах аренды за «Ионикос». 12 декабря 2010 года в поединке против «Панссераикоса» он забил свой первый гол за «Паниониос».
15 июня 2012 года подписал четырёхлетний контракт с «Олимпиакосом». 26 августа в матче против «Верии» он дебютировал за новый клуб. 2 сентября в поединке против «Левадиакоса» он забил свой первый гол за новый клуб. По окончании сезона Димитрис стал чемпионом и обладателем Кубка Греции.
В начале 2017 года на правах аренды перешёл в испанский «Леганес».
31 января 2022 года перешёл в «Фортуну» из Ситтарда, подписав с клубом контракт до конца сезона.

## Международная карьера
В 2007 году Сиовас в составе юношеской сборной Греции принимал участие в Чемпионате Европы в Австрии.
15 августа 2012 года в товарищеском матче против сборной Норвегии Димитрис дебютировал за сборную Греции, он вышел на поле во втором тайме вместо Никоса Спиропулоса.
6 сентября 2020 года в матче против сборной Косово забил свой первый гол за сборную.

## Достижения
«Олимпиакос»
- Чемпион Греции (4): 2012/13, 2013/14, 2014/15, 2015/16
- Обладатель Кубка Греции (2): 2012/13, 2014/15